# Construction Time Again
A Construction Time Again a Depeche Mode 1983-ban megjelent harmadik stúdióalbuma, mely 2007-ben újrakeverve ismételten megjelent.

A lemez tartalma:

1982 MUTE / Stumm 13
1. "Love, In Itself" – 4:29
2. "More Than A Party" – 4:45
3. "Pipeline" – 5:54
4. "Everything Counts" – 4:19
5. "Two Minute Warning" – 4:13
6. "Shame" – 3:50
7. "The Landscape Is Changing" – 4:47
8. "Told You So" – 4:24
9. "And Then…" – 4:34

2006 MUTE / DM CD 3 (CD/SACD + DVD) / CDX STUMM 19 (CD/SACD)

Disc 1: SACD/CD – Construction Time Again lemez anyaga.

Disc 2: DVD – Construction Time Again lemez anyaga DTS 5.1, Dolby Digital 5.1 és PCM Stereo formátumban, + Bonus anyagok.
1. "Love, In Itself" – 4:29
2. "More Than A Party" – 4:45
3. "Pipeline" – 5:54
4. "Everything Counts" – 4:19
5. "Two Minute Warning" – 4:13
6. "Shame" – 3:50
7. "The Landscape Is Changing" – 4:47
8. "Told You So" – 4:24
9. "And Then…" – 4:34
10. "Everything Counts (Reprise)" – 1:05

Bonus Tracks (DTS 5.1, Dolby Digital 5.1 és PCM Stereo):
1. "Get The Balance Right!"
2. "The Great Outdoors!"
3. "Work Hard"
4. "Fools"
5. "Get The Balance Right (Combination Mix)"
6. "Everything Counts (In Larger Amounts)"
7. "Love, In Itself 4"

Egyéb anyagok:
1. "Depeche Mode 83 (Teenagers, growing up, bad government and all that stuff )" [31 perces videó]

Valamennyi szám Martin Gore szerzeménye, kivéve a "Two Minute Warning" és a "The Landscape Is Changing" számokat, melyeket Alan Wilder írt.